# Алондаз
Алондаз (фр. Allondaz) насеље је и општина у источној Француској у региону Рона-Алпи, у департману Савоја која припада префектури Албервил.
По подацима из 2011. године у општини је живело 235 становника, а густина насељености је износила 57,6 становника/km². Општина се простире на површини од 4,08 km². Налази се на средњој надморској висини од 725 метара (максималној 1.616 m, а минималној 557 m).

## Демографија
| 1962. | 1968. | 1975. | 1982. | 1990. | 1999. | 2011. |
| ----- | ----- | ----- | ----- | ----- | ----- | ----- |
| 128   | 157   | 148   | 155   | 191   | 177   | 235   |

График промене броја становника у току последњих година